# Romeo Borbach
Romeo Borbach (* 9. August 1938 in Zürich) ist ein Jazzmusiker und -komponist aus dem Schweizer Kanton Zürich. Neben seinem Hauptinstrument Klavier spielt er auch Gitarre und Bassgeige.

## Musikalische Laufbahn
Borbach genoss eine achtjährige klassische Klavierausbildung. Durch seinen älteren Bruder entdeckte den Jazz und begann als Autodidakt, Gospels und alten Jazz nachzuspielen. Er gründete ein Gospeldoppelquartett und spielte in einer Band mit. Seit 1962 war er Bandleader bei der The Saints Jazz Band. 1965 bis 1970 war er Mitglied und Arrangeur der City Jazz Group und legte sich den Beinamen Swing zu. Seit 1998 spielt er in der süddeutschen Black Forest Jazzband und seit 2000 bei den Zürich All Stars, mit denen er mehrere Alben veröffentlichte.
Eine seiner Spezialitäten ist der Boogie-Woogie mit Eigenkompositionen. Am bekanntesten wurde das Lied «Wiit weg» (Weit weg), in dem Borbach die Geschichte des Bankräubers Emil in Zürcher Mundart erzählt, teils als Sprechgesang.
Gelegentlich hilft er in verschiedenen Jazzbands aus und begleitet traditionelle Ländlermusik mit dem Streichbass.

## Berufliches
Als Primarlehrer unterrichtete er jahrzehntelang an der Schule des Kinderheims Brüschhalde in Männedorf.